# Wout van Aert
Wout van Aert (født 15. september 1994, Herentals) er en belgisk cykelrytter på både landevej og i cykelcross. Han kører for Team Visma | Lease a Bike. Hans sejre i landevejscykling inkluderer monumentet Milano-Sanremo, etapesejre i Tour de France og sølv i både enkeltstart og linjeløb ved VM. Han har vundet på både bjergetaper, enkeltstarter, massespurter, bakkede klassikere og brostensklassikere.
I 2018 vandt han klassementet og anden etape af PostNord Danmark Rundt. Han vandt 10. etape af Tour De France i 2019, i 2020 vandt han to etaper, og i 2021 vandt han tre etaper: En bjergetape over Mont Ventoux, den sidste enkeltstart, og sprinten på Champs Elysees. Wout Van Aert er også tredobbelt verdensmester i cykelcross. Han vandt i 2016, 2017 og 2018.

## Meritter

### Landevej
2016
Schaal Sels
2017
Ronde van Limburg
Elfstedenronde
Grand Prix Pino Cerami
2018
Samlet og 2. etape i PostNord Danmark Rundt
Bronze ved EM i landevejscykling, linjeløb
2019
4. (ITT) og 5. etape, Critérium du Dauphiné
Belgisk mester i enkeltstart
10. etape, Tour de France
2020
Strade Bianche
Milano-Sanremo
1. etape, Critérium du Dauphiné
5. og 7. etape, Tour de France
Sølv ved VM i landevejscykling, enkeltstart
Sølv ved VM i landevejscykling, linjeløb
2021
1. og 7. etape (ITT), Tirreno-Adriatico
Gent-Wevelgem
Amstel Gold Race
 Belgisk mester i linjeløb
11., 20. (ITT) og 21. etape, Tour de France
 Sølv, linjeløbet ved OL
Sammenlagt + 1., 4., 6, og 8. etappe, Tour of Britain
2022
Omloop Het Nieuwsblad
4. etape (ITT), Paris-Nice
E3 Saxo Bank Classic
1. og 5. etape, Critérium du Dauphiné
Tour de France
Vinder af 4., 8. og 20. etape
 Løbets mest angrebsivrige rytter
2023
E3 Saxo Classic
2025
21. etape af Tour de France 2025